# Chlerogas cooperi
Chlerogas cooperi là một loài Hymenoptera trong họ Halictidae. Loài này được Engel, Oliveira & Smith-Pardo mô tả khoa học năm 2006.